# Ministop
Ministop (tiếng Nhật: ミニストップ株式会社, Minisutoppu Kabushiki-gaisha; Tiếng Trung: 迷你岛) là một chuỗi cửa hàng tiện lợi trực thuộc Tập đoàn ÆON Nhật Bản, điều hành chuỗi nhượng quyền cửa hàng tiện lợi Ministop tại Nhật Bản. Không giống như hầu hết các cửa hàng tiện lợi khác ở Nhật Bản, các cửa hàng Ministop có nhà bếp luôn chuẩn bị để phục vụ cho khách hàng những thứ như: bánh mì, đồ ăn nhẹ và lấy hộp ben-tô theo yêu cầu, đồng thời có khu vực mà khách hàng có thể ngồi xuống và ăn ngay lập tức.

## Lịch sử
Của hàng được thành lập vào năm 1980, cửa hàng đầu tiên là cửa hàng Okurayama (hiện đã đóng cửa) ở phường Kohoku, thành phố Yokohama, tỉnh Kanagawa. Tính đến tháng 2 năm 2019, có 5 450 cửa hàng (2 197 cửa hàng ở Nhật Bản và 3 253 cửa hàng ở nước ngoài), trở thành thương hiệu cửa hàng tiện lợi lớn thứ tư tại Nhật Bản. Đặc điểm của nó là có khu vực bán đồ ăn và thức uống, khách có thể thưởng thức ngay tại chỗ sau khi mua đồ ăn nhanh.
Ngoài Nhật Bản, Ministop còn có các cửa hàng tại Hàn Quốc, Phi-líp-pin, Đại Liên , Trung Quốc (hợp tác với Tập đoàn Dalian Sanhuan "Bạn sẽ thuận tiện", dưới thương hiệu "Ministop Sẽ thật tiện lợi"), Việt Nam và Indonesia cũng có cửa hàng, và cũng sẽ được triển lãm ở Kazakhstan .
Ministop đã có mặt tại Thanh Đảo, Trung Quốc từ năm 2009 đến năm 2021 với thương hiệu Ministop và tên tiếng Trung là "Mini Island" (được điều hành bởi Qingdao Mini Island Convenience Store Co., Ltd. thuộc ÆON), nhưng Ministop đã tuyên bố giải thể vào ngày 6 tháng 9 năm 2021. Công ty con của Qingdao là Qingdao Mini Island, cửa hàng cũng sẽ đóng cửa trước ngày 15 tháng 10 cùng năm, và sẽ được thanh lý sau khi hoàn thành các thủ tục liên quan, đồng thời rút khỏi thị trường Qingdao Mini Island., , nhưng việc đình chỉ và giải thể Qingdao Mini Island không ảnh hưởng đến Ministop và Dalian Sẽ có hợp đồng nhượng quyền khu vực thuận tiện.
- 1980 (Showa 55)
  1. Ngày 21 tháng 5 - Công ty TNHH Jusco (hiện tại là công ty TNHH ion Co., Ltd. được thành lập (vốn 30 triệu yên).[3]
  2. Tháng 7 - Khai trương cửa hàng Okurayama đầu tiên (hiện đã đóng cửa) tại phường Kohoku , thành phố Yokohama, tỉnh Kanagawa.
- 1981 (Showa 56) Tháng 6 - Chuyển đổi cửa hàng Shinkoiwa thứ 5 thành cửa hàng thành viên và bắt đầu kinh doanh nhượng quyền.
- 1985 Tháng 5 - tổng số cửa hàng đạt được là 100 cửa hàng. (20 cửa hàng quản lý trực tiếp, 80 cửa hàng thành viên)
- 1986 Tháng 3 - MINISTOP thành lập trung tâm bảo trì.
- 1988 Tháng 4 - vì sự củng cố kinh doanh hậu cần, thành lập một dịch vụ mạng (Ltd.).
- 1990 (Heisei 2)
  1. Tháng 2 - Bắt đầu dịch vụ đại lý lưu trữ phí điện nước.
  2. Ngày 12 tháng 6 - Hàn Quốc -Ajimoto Trade (Ltd.): ký kết thỏa thuận hỗ trợ kỹ thuật (hiện tại là Công ty TNHH Ministop Hàn Quốc) và phát triển kinh doanh cửa hàng tiện lợi.
  3. Tháng 11 - Khai trương "Mokdong store" tại Seoul, Hàn Quốc và bắt đầu mở cửa trong nước.
- 1991 (1991) 12 tháng 5 - Thành phố Daito tỉnh Osaka khai trương "red 1-chome", mở đầu cho Osaka.
- 1993 (Heisei 5)
  1. Ngày 6 tháng 7 - Sở giao dịch chứng khoán Tokyo trên Mục thứ hai của danh sách . Tăng vốn lên 4.157.533.000 yên.
  2. Tháng 10 - Kết thúc liên minh kinh doanh với Tohoku Nicomart.
- 1994 (Heisei 6)
  1. Tháng 2 - Số lượng cửa hàng sẽ là 500 cửa hàng. (45 cửa hàng quản lý trực tiếp, 455 cửa hàng thành viên)
  2. Ngày 4 tháng 3 Ký kết thỏa thuận nhượng quyền khu vực Kansai với CV Jesus Japan Co., Ltd.
  3. Tháng 9 - Tăng vốn lên 7.491.533.000 yên.
  4. Ngày 30 tháng 9 Thỏa thuận cấp phép khu vực để phát triển cửa hàng Candy Express ở Nhật Bản với "Candy Express" ở Hoa Kỳ
  5. Ngày 5 tháng 12 Bắt đầu mở một cửa hàng thử nghiệm được quản lý trực tiếp để tạo ra chuỗi nhượng quyền cho cửa hàng hoa bình dân mới "Blue Mist".
  6. Tháng 12 - Thỏa thuận nhượng quyền khu vực với MCA (Thành phố Quezon) ở Philippines
- 1995 (Heisei 7)
  1. Ngày 30 tháng 1 Khai trương hình thức kinh doanh mới đầu tiên "Candy Express" tại Shibuya.
  2. Ngày 18 tháng 5 - Khai trương cửa hàng Honcho 2-chome (thành phố Sendai) và bắt đầu mở cửa tại tỉnh Miyagi.
  3. Ngày 16 tháng 6 - Quận Aomori Hachinohe đã ký một "thỏa thuận nhượng quyền khu vực" tại Nakano Business Group và quận Tohoku phía bắc.
  4. Ngày 24 tháng 7 - Thành lập Công ty TNHH Mạng NBS.[4]
  5. Ngày 8 tháng 12 - Thành lập Công ty TNHH JR Shikoku MS Network.
  6. Ngày 18 tháng 12 - Công ty Đường sắt Shikoku ký kết với Công ty TNHH và (Takamatsu, tỉnh Kagawa) "thỏa thuận nhượng quyền khu vực".
- 1996 (Heisei 8)
  1. Ngày 22 tháng 1 - Ký kết "thỏa thuận nhượng quyền khu vực" với Công ty TNHH Lumax ( thành phố Nagasaki ).
  2. Ngày 24 tháng 5 - Tỉnh Kagawa, thành phố Takamatsu, và khai trương "cửa hàng Kasuga" (đã đóng cửa), bắt đầu mở cửa cho tỉnh Kagawa.
  3. Ngày 28 tháng 6 - Khai trương cửa hàng FC đầu tiên ở Shikoku, "Sakurai store" (không tồn tại) ở thành phố Takamatsu, tỉnh Kagawa.
  4. Tháng 8 được niêm yết trên Mục đầu tiên của Sở giao dịch chứng khoán Tokyo.
- 1997 (Heisei 9)
  1. Ngày 23 tháng 1 - Khai trương "Cửa hàng Gunma Nakaizumi" (Gunma-cho, Gunma-gun) tại tỉnh Gunma.
  2. Ngày 21 tháng 5 - Thành lập Công ty TNHH Ministop Kinki với tư cách là liên doanh với Công ty TNHH Cửa hàng Chính Kita.
  3. Tháng Bảy - trạm đa phương tiện được thiết lập trong khoảng 150 cửa hàng ở quận Saitama.
  4. Ngày 9 tháng 7 - Bắt đầu thử nghiệm bán hàng dược phẩm tại cửa hàng Meguro Honcho (Meguro-ku).
- 1998 (Heisei 10)
  1. Ngày 24 tháng 1 - Hợp đồng hỗ trợ kỹ thuật với MCA tại Philippines bị hủy bỏ và đóng cửa 4 cửa hàng tại nước này.
  2. Ngày 10 tháng 2 - Hủy bỏ hợp đồng nhượng quyền khu vực với Công ty TNHH CV Jesus Nhật Bản và chuyển giao quyền quản lý cho Công ty TNHH Ministop Kinki.
  3. Tháng 3 - Đạt được 1000 cửa hàng. (86 cửa hàng được quản lý trực tiếp, 914 cửa hàng thành viên)
  4. Ngày 10 tháng 11 - Ký kết liên minh kinh doanh với công ty liên kết của Cocostore là Izmic để phát triển hệ thống hậu cần.
  5. Ngày 26 tháng 11 - Khai trương cửa hàng đầu tiên của cơ sở kinh doanh mới "Home Delica" tại Thành phố Kawasaki.
- 1999 (Heisei 11)
  1. Tháng 3 - Mua lại quyền điều hành 58 cửa hàng từ Tohoku MS Network Co., Ltd..
  2. Tháng 3 - Bắt đầu phát hành thẻ Ministop.
  3. Ngày 14 tháng 5 - Kí kết một liên minh kinh doanh với Trụ sở chính của Kyoto Familia.
  4. Ngày 2 tháng 7, ký kết liên minh kinh doanh với Origin Toshu, công ty phát triển chuỗi cửa hàng ăn trưa.
- 2000 (Heisei 12)
  1. Tháng 3 - Mua lại quyền điều hành 71 cửa hàng từ Ministop Kinki.[2]
  2. 4 tháng 3 - Philippines Robinsons Convenience Stores Inc. và thỏa thuận nhượng quyền khu vực nước ngoài.
  3. Ngày 6 tháng 3 - Công ty TNHH Dịch vụ MMH-EC được đồng thành lập với Tập đoàn Mitsubishi và Hệ thống Vận tải Hitachi.
  4. Tháng Bảy-Trang web cửa hàng trực tuyến "e-Ministop" mở ra.
  5. Ngày 20 tháng 12 - Khai trương "Cửa hàng Ministop Escolta" tại Manila , Philippines và bắt đầu mở cửa trong nước.
- 2002 (Heisei 14)
  1. Ngày 4 tháng 3 - Thành lập Công ty TNHH MS Kyushu với tư cách là liên doanh với Công ty TNHH Lumax.
  2. Ngày 6 tháng 6- Khai trương cửa hàng đầu tiên trong khuôn viên trường , " Musashino University Store".
  3. Ngày 30 tháng 11 - Đường cao tốc Tohoku đầu tiên với tư cách là một cửa hàng tiện lợi "Cửa hàng khu vực đậu xe Kagamiishi" khai trương.
- 2003 (Heisei 15)
  1. Ngày 1 tháng 3 Hợp nhất với Công ty TNHH Ministop Kinki.
  2. Ngày 30 tháng 6 thành lập Công ty TNHH Daizo Ryutsu (hiện nay là Công ty TNHH Ministop Hàn Quốc) thành công ty con.
- 2004 (Heisei 16)
  1. Tháng 2 - Tổng số cửa hàng tại Nhật Bản đã lên đến 1500. (136 cửa hàng được quản lý trực tiếp, 1364 cửa hàng thành viên)
  2. Ngày 31 tháng 3 - Thực hiện nhượng quyền khu vực JR Shikoku MS Network Co., Ltd. thành công ty con thuộc sở hữu hoàn toàn và trực tiếp kiểm soát tỉnh Kagawa. Ngày 1 tháng 4 tiếp theo , đổi tên thành Shikoku M & S Network Co., Ltd. ngày. Xem chi tiết tại đây .
  3. Ngày 2 tháng 8 Hợp nhất với Shikoku MS Network Co., Ltd.
- 2005 (Heisei 17)
  1. Ngày 16 tháng 2 - Cửa hàng Cosmo Oil 1 "MINISTOP & Cosmo Yuki bypass store" cùng khai trương cửa hàng.
  2. Ngày 1 tháng 6 - Bắt đầu xử lý Yu-pack .
  3. Ngày 6 tháng 6 - Bắt đầu xử lý các sản phẩm "Giá trị sinh thái hỗn hợp".
  4. Ngày 25 tháng 6 - Mima tỉnh Tokushima khai trương "cửa hàng Wakimachi", bắt đầu mở cửa cho tỉnh Tokushima.
- 2006 (Heisei 18)
  1. Ngày 1 tháng 7 Các cửa hàng của MS Kyushu Co., Ltd. đạt 100 cửa hàng ở miền bắc Kyushu.
  2. Tháng 11 - Bắt đầu xử lý các khoản thanh toán của Edy tại một số cửa hàng ở Tokyo và quận Chiba.
- 2007 (Heisei 19)
  1. Ngày 11 tháng 5 - Niihama tỉnh Ehime , chúng tôi mở cửa hàng thị trấn Niihama Yokosui, việc mở cửa hàng bắt đầu ở tỉnh Ehime.
  2. Tháng 7 - Bắt đầu sử dụng thanh toán Suica thương mại điện tử tại các cửa hàng ở khu vực Kanto.
  3. Tháng 11 - Số lượng cửa hàng được mở tại Nhật Bản, Hàn Quốc và Philippines đạt 3.000.
  4. Tháng 11 - Bắt đầu sử dụng thanh toán Suica thương mại điện tử tại các cửa hàng ở khu vực Tohoku và Chubu (không bao gồm các khu vực của tỉnh Mie và tỉnh Fukui).
- 2008 (Heisei 20)
  1. Ngày 1 tháng 3 Bắt đầu xử lý các khoản thanh toán WAON.
  2. Ngày 15 tháng 7- Bắt đầu xử lý các khoản thanh toán ICOCA bằng tiền điện tử tại các cửa hàng ở khu vực Kinki.
  3. Tháng 8 - Bắt đầu xử lý các khoản thanh toán của Edy.
- 2009 (Heisei 21)
  1. Ngày 1 tháng 1, MS Kyushu trở thành công ty con thuộc sở hữu hoàn toàn thông qua sàn giao dịch cổ phiếu.
  2. Ngày 5 tháng 1 Thành lập Công ty TNHH Cửa hàng Tiện lợi Qingdao Labyrinth liên doanh với Công ty TNHH Thương mại Qingdao Yongfang Totai (Qingdao Aeon).
  3. Ngày 20 tháng 5 - Khai trương cửa hàng vệ tinh Honjo Asahimachi màu xanh lá cây Shea Ministop như một cửa hàng chung với một cửa hàng thuốc.
  4. Ngày 1 tháng 6 - Bắt đầu xử lý Yu-pack .
  5. Ngày 29 tháng 6 - Khai trương cửa hàng Shippo Shimoda (Shippo-cho, Ama- gun, tỉnh Aichi → nay là thành phố Ama ), mở cửa hàng cùng với bưu điện .
  6. Ngày 8 tháng 7 - Bắt đầu mở cửa hàng tại Sơn Đông , Trung Quốc .
  7. Ngày 1 tháng 10 Công ty TNHH Three F (Thành phố Yokohama) hợp tác kinh doanh chia sẻ xe với Công ty TNHH Chia sẻ xe Nhật Bản (cửa hàng Kitakarasuyama 9-chome, cửa hàng 8-chome Horikiri )
  8. Ngày 12 tháng 12 - Tại tỉnh Tochigi Nasushiobara , chúng tôi đã mở cửa hàng Nasushiobara Futatsushitsu, số lượng cửa hàng trong nước đạt được 2000 cửa hàng.
  9. Ngày 18 tháng 12 - Kí kết "Thỏa thuận về Thúc đẩy / Đóng góp Khu vực" với Tỉnh Chiba.
- 2010 (Heisei 22)
  1. Ngày 1 tháng 7 Bắt đầu xử lý các khoản thanh toán SUGOCA bằng tiền điện tử tại các cửa hàng ở khu vực Kyushu .
  2. Ngày 20 tháng 8 - Thành lập Công ty TNHH Recods, một công ty liên doanh về hiệu thuốc và cửa hàng tiện lợi, với sự hợp tác của CFS Corporation và Takiya.
  3. Ngày 24 tháng 8-Liên minh kinh doanh với Công ty TNHH Coco Cost Awest (Thành phố Kumamoto) ở khu vực Kyushu.
  4. Ngày 1 tháng 9

Hợp tác kinh doanh với Công ty TNHH Three F (Thành phố Yokohama) và Công ty TNHH Three F Chugoku-Shikoku (Thành phố Kochi) ở khu vực Shikoku.
Sáp nhập với Công ty TNHH MS Kyushu và trực tiếp kiểm soát khu vực Kyushu.
- 1. Ngày 7 tháng 10-Cửa hàng Isogo Hiromachi của Recod được khai trương với sự hợp tác của CFS Corporation.
  2. 28 tháng 10-Kí kết "Thỏa thuận hợp tác toàn diện" với tỉnh Saitama.
  3. Ngày 2 tháng 11-Kí kết "Thỏa thuận toàn diện về hợp tác và hợp tác" với tỉnh Aichi.
  4. Ngày 5 tháng 11-Dịch vụ tính phí tự động của WAON bắt đầu.
  5. Ngày 11 tháng 12 - Ký kết hợp đồng hỗ trợ kỹ thuật với Công ty TNHH Thương mại và Dịch vụ G7 Việt Nam để phát triển kinh doanh cửa hàng tiện lợi.
- 2011 (Heisei 23)
  1. Ngày 28 tháng 1-Bắt đầu xử lý các khoản thanh toán iD.
  2. Ngày 16 tháng 2-Bắt đầu xử lý các khoản thanh toán QUICPay.
  3. Ngày 29 tháng 7-Kí kết một liên minh kinh doanh với Three F về việc kinh doanh giao hàng chung cho các sản phẩm nhiệt độ không đổi và một hệ thống hỗ trợ lẫn nhau trong trường hợp khẩn cấp.
  4. Ngày 29 tháng 9 - Tổng số cửa hàng ở Nhật Bản và nước ngoài đạt 4.000 (2.056 cửa hàng tại Nhật Bản và 1.944 cửa hàng ở nước ngoài).
  5. 8 tháng 12-Bắt đầu mở cửa hàng tại Việt Nam.
- 2012 (Heisei 24)
  1. Ngày 14 tháng 3 - Thông báo rằng họ sẽ thành lập liên doanh ba công ty với Senko , một công ty hậu cần lớn, và Công ty trách nhiệm hữu hạn RTS ở Kazakhstan, và sẽ bắt đầu mở các cửa hàng tại Kazakhstan.
  2. 8 tháng 6 - Aeon và Lawson công bố hợp tác trong lĩnh vực giải trí. " Loppi " sẽ được cài đặt tại tất cả các cửa hàng Ministop trong tương lai [5].
  3. Ngày 13 tháng 7-PT., Một công ty địa phương ở Cộng hòa Indonesia. Đã ký một thỏa thuận cơ bản với BAHAGIA NIAGA LESTARI để phát triển hoạt động kinh doanh Ministop tại Indonesia.
  4. Ngày 16 tháng 8 - Ký kết liên minh vốn và kinh doanh với Cocostore Corp., Cocostore East và Cocostore West. * Ministop dự kiến đầu tư khoảng 10 % vào Cocostore Đông và Cocostore Tây  .
  5. Ngày 21 tháng 9-Thỏa thuận nhượng quyền khu vực với NBS Network (MBGMS Network), ký kết thỏa thuận nhượng quyền khu vực ở khu vực Bắc Tohoku, đã bị hủy bỏ vào tháng 11 và hiện thuộc quyền kiểm soát trực tiếp của trụ sở chính. Đồng thời, công ty thông báo sẽ ký kết thỏa thuận nhượng quyền với MBGMS Network.
- 2013 (Heisei 25)
  1. Ngày 18 tháng 1 - Khai trương cửa hàng ở Kazakhstan.
  2. Ngày 28 tháng 2-Thiết bị đầu cuối đa phương tiện của Lawson "Loppi" đã được giới thiệu đến tất cả các cửa hàng.
  3. Ngày 19 tháng 6-Bắt đầu mở cửa hàng tại Indonesia.
- 2014 (Heisei 26)
  1. Ngày 23 tháng 6 - Thanh lý doanh nghiệp Kazakhstan và rút khỏi đất nước
  2. Ngày 30 tháng 9 Khai trương cửa hàng đầu tiên của định dạng mới "cisca" tại Nihonbashi.
  3. Tháng 9 - Hợp nhất với Recods Co., Ltd.
- 2015 (Heisei 27)
  1. Ngày 20 tháng 3-Giải thể vốn và liên minh kinh doanh với Cocostore Corp., Cocostore East Co., Ltd. và Cocostore West Co., Ltd.
  2. Ngày 28 tháng 4 - Bắt đầu phát triển kinh doanh tại Việt Nam với sự hợp tác của Tập đoàn Sojitz
  3. Ngày 8 tháng 11-Trụ sở chính chuyển địa điểm từ Kanda, Chiyoda-ku đến Mihama-ku, Chiba.
  4. Tháng 12 - Tổng số cửa hàng ở Nhật Bản và nước ngoài đạt 5.000
- 2016 (Heisei 28)
  1. Ngày 1 tháng 3-Bắt đầu xử lý các khoản thanh toán bằng tiền điện tử vận chuyển như ICOCA tại các cửa hàng ở khu vực Hokuriku và Shikoku
  2. Ngày 13 tháng 6-Hủy bỏ hợp đồng nhượng quyền khu vực với PT.BAHAGIA NIAGA LESTARI, một công ty đối tác địa phương ở Cộng hòa Indonesia
  3. Ngày 27 tháng 12- Mở rộng thẻ tích điểm chung "smart WAON ", chỉ được giới thiệu tại một số cửa hàng khi dịch vụ bắt đầu, cho tất cả các cửa hàng